# Arda Kılıç
Yakup Arda Kılıç (* 4. Januar 2005 in Üsküdar) ist ein türkischer Fußballspieler, der als Flügelspieler für den Süper-Lig-Verein Beşiktaş Istanbul spielt.

## Karriere
Kılıç begann seine Karriere 2014 bei Dikilitaş Spor. Im Februar 2015 wechselte er in die Jugendverein von Beşiktaş Istanbul. Am 25. Oktober 2023 unterzeichnete er seinen ersten Profivertrag mit Beşiktaş, der bis zum 30. Juni 2027 läuft. 
Sein Debüt in der Süper Lig gab Kılıç am 30. Oktober 2023 im Spiel gegen Gaziantep FK, als er in der 20. Minute für den verletzten Rachid Ghezzal eingewechselt wurde.